# Емір-Салієв Мемет
Мемет Емір-Салієв (1900, Улу-Сала — 1 листопада 1938, Сімферополь) — радянський юрист, партійний і державний діяч. Народний комісар юстиції та прокурор Кримської АРСР. Жертва Великого терору. Був у Сталінському розстрільному списку Кримської АРСР від 12 вересня 1938 року.

## Біографія
Народився у селянській родині у 1900 році у селі Улу-Сала Бахчисарайського повіту. 1920 року був обраний головою сільського ревкому. У 1925 році закінчив юридичні курси у Ростові. У 1925—1926 роках працював помічником прокурора Сімферопольського району. У 1926—1929 роках — прокурор Бахчисарайського, потім Карасубазарського районів. 1930 року закінчив вищі юридичні курси. У 1930—1931 роках — прокурор Сімферопольського району. З 1931 працював в апараті Сімферопольського міськкому ВКП(б). З грудня 1931 року — нарком юстиції Кримської АРСР. У 1932—1934 роках — прокурор Кримської АРСРИстория. Создание и функционирование органов прокуратуры Крыма в период с 1784 года по 1941 год // Сайт Прокуратуры Республики Крым. — 2020. — 20 липня.</ref>. У квітні-червні 1937 року — завідувач відділу радянської торгівлі Кримського обкому ВКП(б).
Був заарештований 17 листопада 1937, звинувачувався за статтею 58-10, 11 кримінального кодексу РРФСР як член нелегальної контрреволюційної шпигунської організації.
Був у Сталінському розстрільному списку Кримської АРСР від 12 вересня 1938 року за № 37. Підписано Сталін, Молотов, Жданов.
Формально виїзне засідання ВК Верховного суду СРСР винесло вирок, що підтверджує списки за всіма обвинуваченими. 1 листопада 1938 року Емір-Салієв був засуджений до розстрілу, того ж дня розстріляний у Сімферополі. Реабілітований 6 грудня 1963 року сесією Верховного суду СРСР.